# Светилин, Александр Емельянович
Александр Емельянович Светилин (1841—1887) — российский логик, психолог, богослов и педагог; профессор Санкт-Петербургской духовной академии; магистр богословия, автор ряда научных статей и учебных пособий.

## Биография
Александр Светилин родился в 1841 году в Рязанской губернии в семье сельского священника Емелиан Космича Светилина (1849—1881), который служил в ныне заброшенном Храме Георгия Победоносца в селе Новые Кельцы. Воспитывался в Рязанской духовной семинарии, откуда перешёл в Санкт-Петербургскую духовную академию, где в 1865 году окончил курс и через 2 года получил степень магистра богословия. 
Пробыв некоторое время преподавателем логики и психологии в Смоленской духовной семинарии, в 1867 году был переведен в Санкт-Петербургскую семинарию, а в следующем году, после смерти профессора В. Н. Карпова, был назначен бакалавром по кафедре логики и психологии в СПбДА. 
В 1884 году Александр Емельянович Светилин вынужден был оставить преподавательскую деятельность, вследствие душевной болезни, от которой и умер 3 (15) октября 1887 года и был погребён в Александро-Невской лавре, вблизи от могилы профессора Карпова.

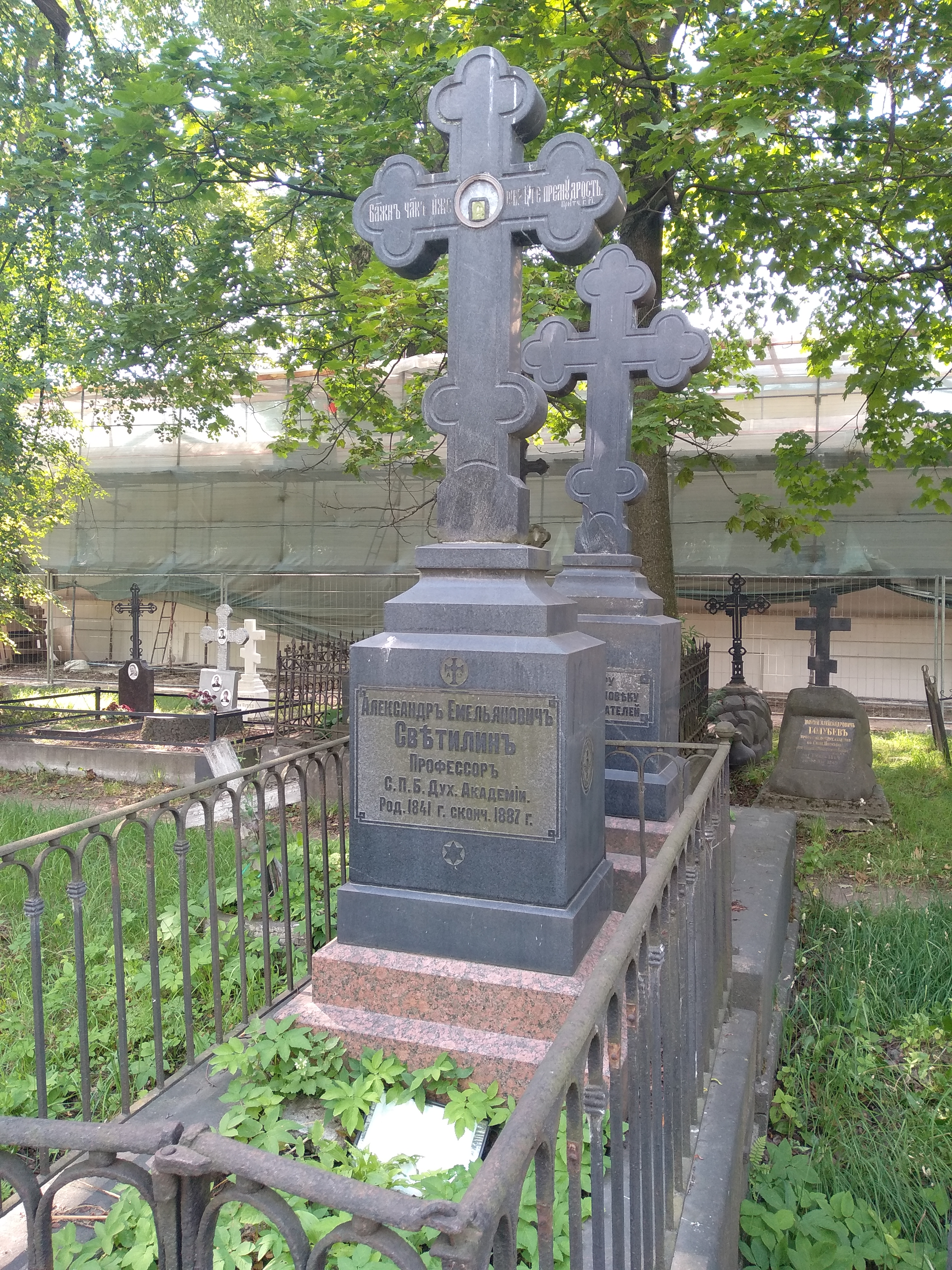
Могила Светилина на Никольском кладбище Александро-Невской лавры Санкт-Петербурга.

## Научная деятельность
Из научных трудов Светилин напечатал «Учебник логики», выдержавший три издания, актовую речь «Умеренный материализм» и полемику с М. И. Владиславлевым по поводу книги последнего «Логика». Литографированный курс лекций по психологии не был напечатан при жизни автора. При полной пригодности для целей преподавания в средних учебных заведениях того времени, «Учебник логики», однако, не был оригинален и составлен по Линднеру. 
Главной же заслугой А. Е. Светилина является его преподавательская деятельность, в которой научные воззрения учёного нашли наиболее полное выражение. Нельзя сказать, чтобы его курс психологии был вполне самостоятелен; в нём отразились разнообразные влияния западных мыслителей, преимущественно немецких идеалистов и английских учёных, однако, в педагогическом отношении лекции его представляли несомненные достоинства. Вопрос о значении и задачах опытной психологии ставился вполне научно и проводился с полной критической осмотрительностью. Признавая самостоятельность духовной субстанции и существование независимого от материи источника психических явлений, борясь против воззрений как грубых, так и умеренных материалистов, Светилин вместе с тем требовал полного освобождения психологии от метафизических предпосылок, отказываясь от попытки сделать предметом изучения саму субстанцию духа и считая возможным научно исследовать только душевные явления. 
Само исследование психической жизни он основывал на фактических данных, пользуясь не только результатами самонаблюдения, но принимая во внимание и чужой опыт и выводы, основанные на внешнем наблюдении. Особенное значение он придавал психологическим наблюдениям поэтов, считая их тонкими знатоками душевной жизни, а из них наиболее высоко ставил Уильяма Шекспира. Отказываясь признать метафизику основой психологии, Светилин признавал полезность некоторых метафизических понятий в методологическом отношении. К ним он причислял понятие способностей, но не в смысле реальных порождающих явления причин, а всего лишь в качестве общих понятий для различных групп или классов душевных явлений. Абсолютная несравнимость психических явлений с материальными и факт единства сознания, доказывая самостоятельность психологии от физиологии, не исключает, однако, фактической тесной связи явлений того и другого порядка. 
Александр Емельянович Светилин, признававший одной из главных задач психологии выяснение закономерных отношений психических явлений не только друг к другу, но и к явлениям внешнего мира (такова, например, задача экспериментальной психологии), считал одним из важных условий изучения душевной жизни выяснение всех обстоятельств и условий проявления того или другого психического факта. А так как всякое душевное явление неизбежно сопровождается явлениями физиологического свойства, то для полного понимания его необходимо принимать во внимание и данные физиологии. 
Недостатком многих психологов, по мнению Светилина, является склонность к отвлечению душевных явлений от их конкретной формы. В результате получается логическое построение, а не ряд научных выводов, основанных на фактических данных; но не одними только выводами физиологии должен пользоваться психолог. Светилин понимал, что человек занимает лишь высшую ступень в непрерывном ряде живых организмов, а следовательно, изучение духовной деятельности человека требует всестороннего знакомства с общими законами органической жизни вообще. Светилин заявляет себя противником понимания духа, как чего-то чуждого жизни, какого-то внешнего дара, присущего исключительно человеку и, противопоставляет ему теорию так называемого анимизма, по которому душа есть принцип жизни. Такой взгляд на духовную сущность, исповедуемый ещё античными мыслителями и вытесненный было декартовским дуализмом, всё сильнее заявлял право на существование и действительно более соглидарен с принципом эволюции. В том факте, что даже некоторые дарвинисты считают невозможным чисто механически объяснить происхождение органической жизни и нашли нужным включить психический элемент в число факторов эволюции, Светилин видел не только подтверждение анимизма и будущее господство его в психологии как научно оправданной теории, но и возможность в будущем подчинения биологических наук психологии. Основой же психической жизни он, вместе с И. Ф. Гербартом, считал явления сознания.